# Dva žárlivci
Dva žárlivci, popřípadě Dva žárlivci aneb Vyznání (ve francouzském originále Les Deux Jaloux resp. Les Deux Jaloux ou la Déclaration) je komická opera (opéra comique) o jednom dějství francouzské skladatelky Sophie Gailové z roku 1813. Libreto k ní napsal Jean-Baptiste-Charles Vial podle pětiaktové klasicistní komedie Le Jaloux honteux de l'être (Žárlí a stydí se za to) Charlese Dufresnyho, pana z La Rivière, z roku 1708. Její premiéra se konala 27. března 1813 v pařížském divadle Théâtre de l'Opéra-Comique, přesněji v jeho tehdejší budově zvané Théâtre Feydeau.

## Vznik, historie a charakteristika
Opéra-Comique, jedno z vůdčích francouzských divadel, uvádělo ve 2. polovině 18. a 1. polovině 19. století sporadicky, ale nikoli jen výjimečně, i díla žen-skladatelek. Z nich největší ohlas získala díla (Edmée-)Sophie Gailové (rozené Garreové, 1775–1819), a to především první, Dva žárlivci. Gailová svou první (nedochovanou) salonní operu napsala již na sklonku 18. století a chválil ji mimo jiné populární skladatel Étienne-Nicolas Méhul. Po rozvodu roku 1801 se mohla Gailová svobodně věnovat svým uměleckým ambicím a studovala mimo jiné u Françoise-Josepha Fétise. V letech 1812–1813 napsala svou první operu, která se dostala na profesionální jeviště.
Dva žárlivci jsou jednoaktové dílo žánru opéra-comique, tedy s mluvenými dialogy. Text k němu napsal Jean-Baptiste-Charles Vial (1771–1837), plodný dramatik a zejména libretista 1. čtvrtiny 19. století. Hudební část zahrnuje předehru a osm zpěvních čísel. Při prvním uvedení si Gailová zachovala na veřejnosti anonymitu, ačkoli totožnost autorky byla veřejným tajemstvím. Ani libretistovo jméno nebylo na plakátech a v tištěném libretu původně uváděno, ačkoli recenze jeho úpravu Dufresnyho činohry oceňovaly.
Podle dobových zpráv bylo již přijetí premiéry publikem příznivé. Recenzent Journal des arts referoval, že „autoři byli hlasitě vyvoláváni, jenže Gavaudan [představitel hlavní role] vyšel před oponu oznámit, že si přejí zůstat v anonymitě“. Recenze v tisku hudbu Dvou žárlivců velmi oceňovaly. Výše zmíněný recenzent zhodnotil, že „hudba Dvou žárlivců je melodická, příjemná, plná výrazu a vkusu: Opéra-Comique už dlouho něco takového pro svůj repertoár nezískala“. Julien-Louis Geoffroy v Journal de l'Empire napsal: „V této hudbě se nalézají jeden nebo dva duety, tercet a kuplety plné půvabu a melodie, které byly přijaty s nadšením: tato skladba, obecně řečeno, nemůže než sloužit valně ke cti virtuóznímu skladateli bez ohledu na jeho pohlaví. Nevím, ze kterého rozmaru skromnosti se dámě, jež je původkyní této skladby, zlíbilo zůstat pro obecenstvo dámou neznámou a neviditelnou.“ Recenzent Gazette de France viděl v opeře Sophie Gailové přímo důkaz tvůrčích schopností žen: „Přísný Jean-Jacques [=Rousseau] se odvážil tvrdit, že ženám není dáno, aby uspěly v uměních vyžadujících představivost: podle něj jsou jejich díla chladná a hezká jako ony. Měl proto za nemožné, aby žena mohla složit dobrou hudbu, a naše zkušenost, nutno přiznat, dávala za pravdu ženevskému filosofovi ; ale v sobotu večer v Théâtre-Feydeau by musel přijmout úplné popření své teze. Právě jisté dámě (která si nepřála být jmenována, ale kterou všichni znají) vděčíme za hudbu, jež patří mezi to nejpikantnější a nejgraciéznější, co jsme mohli slyšet Opéra-Comique za dlouhou dobu. Nápady jsou všechny její vlastní, což je nyní řídká věc, a její styl byl utvářen ve škole Mozartů a Cimarosů.“ Rovněž Jacques-Daniel Martine ve své knize De la musique dramatique en France roku 1813 dával Dva žárlivce za vzor soudobým autorům, neboť toto dílo „nevykazuje žádné nedostatky, které souží současnou opéru comique“.

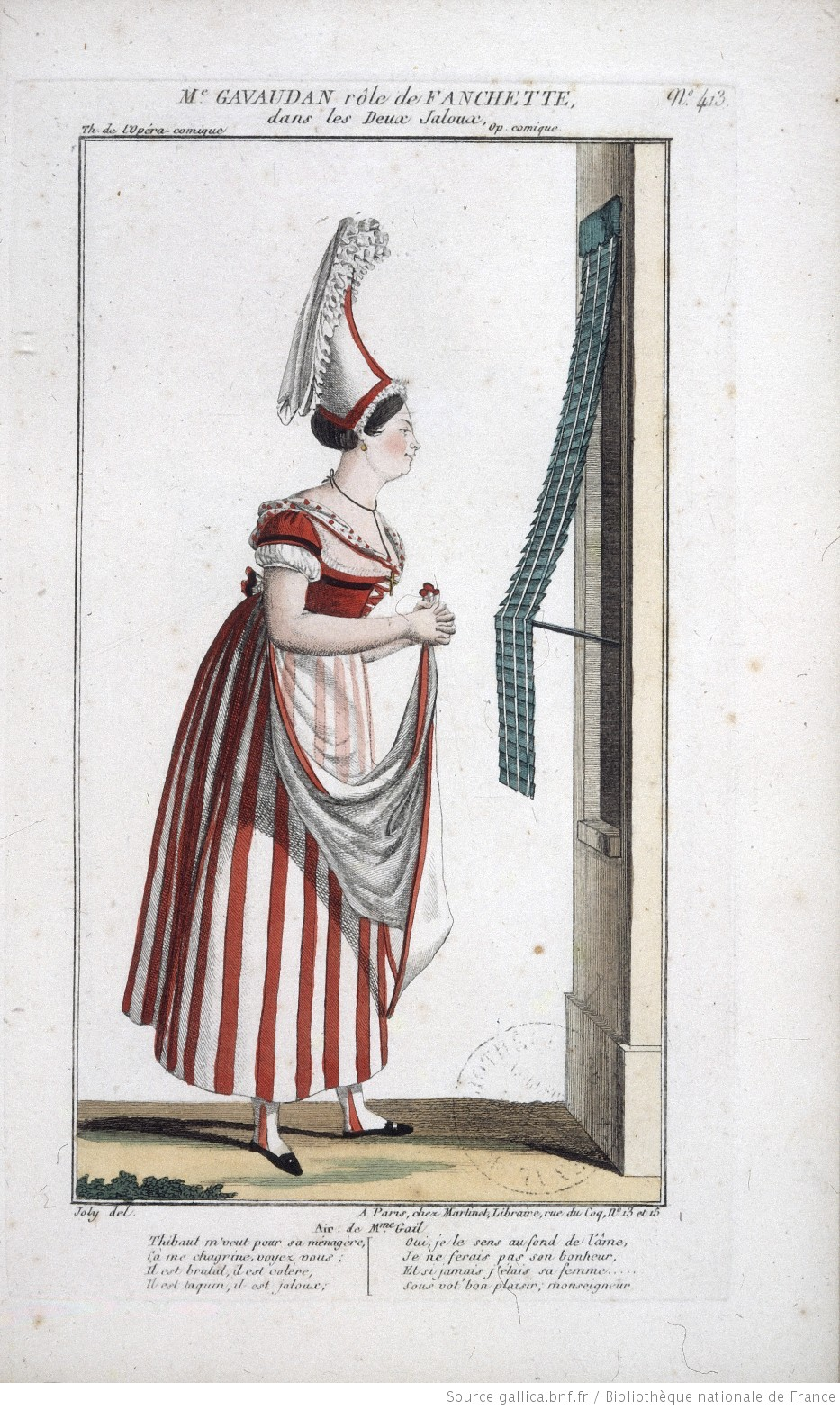
Alexandrine Gavaudanová jako Fanchette ve Dvou žárlivcích, scéna Il est vrai que Thibaut mérite – rytina Jollyho z roku 1813

Úspěch Dvou žárlivců se projevil i jejich dlouhověkostí. Do roku 1827 dosáhli 196 repríz a na repertoáru Opéra-Comique zůstali až do roku 1839. Hráli se rovněž v provinčních divadlech po celé Francii (například v Rouenu roku 1817, v Douai roku 1819, Dunkerque roku 1820, Le Havru roku 1821…), v blízkém zahraničí (v Bruselu poprvé již 27. prosince 1813), ale dokonce až ve Varšavě (premiéra 22. prosince 1822). Nejpopulárnějším číslem se již při premiéře stal tercet Ma Fanchette est charmante, který se dočkal samostatných vydání.
Po Dvou žárlivcích napsala Gailová pro Opéru-Comique čtyři další opery – v letech 1813/14 to byly Slečna de Launay v Bastile (Mademoiselle de Launay à la Bastille), Angela aneb Ateliér Jeana Cousina (Angela, ou l'Atélier de Jean-Cousin) a Záměna (La Méprise). Na úspěch její prvotiny navázala až poslední z nich, Serenáda (La Sérénade) na libreto básnířky Sophie Gayové roku 1818; následujícího roku skladatelka zemřela. Významný francouzský hudební historiograf Castil-Blaze ve svém díle De l’opéra en France označil opery Sophie Gailové, a konkrétně Dva žárlivce a Serenádu, za „to nejlepší v tomto žánru, co vyšlo ze ženského pera“.

## Osoby a první obsazení
| osoba                                       | hlasový obor  | premiéra (27. 3. 1813)                           |
| ------------------------------------------- | ------------- | ------------------------------------------------ |
| (Soudní) Prezident                          | tenor         | Jean-Baptiste-Sauveur Gavaudan                   |
| Prezidentová, jeho žena                     | soprán        | Mme Belmont (vl. jm. Jeanne-Charlotte Schroeder) |
| Lucie, prezidentova neteř                   | soprán        | Mme Moreau                                       |
| Damis, mladý důstojník zamilovaný do Lucie  | tenor         | Louis-Antoine-Éléonore Ponchard                  |
| Thibaut, prezidentův zahradník              | tenor (trial) | Michel Lesage                                    |
| Fanchette, venkovanka, komorná prezidentové | soprán        | Alexandrine-Marie-Agathe Gavaudan-Ducamel        |
| Frontin, prezidentův komorník               | …             | Jean-Mathias Batiste                             |

## Děj opery

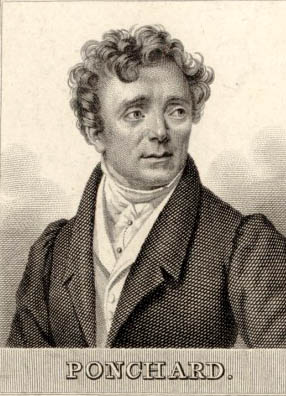
Louis-Antoine-Éléonore Ponchard, první představitel Damise ve Dvou žárlivcích, rytina Pierra-Françoise Bertonniera z roku 1827

(Odehrává se v parku s pavilonem u prezidentova zámku, čtvrt míle od Rouenu.)
Mladý důstojník Damis hovoří s prezidentovým komorníkem Frontinem a přeje si mluvit s paní prezidentovou a s prezidentovou neteří Lucií, o kterou se uchází. Frontin ho ale varuje: prezident je právě ve městě, a kdyby se dozvěděl, že mladík navštívil dámy v jeho nepřítomnosti, bylo by zle. Je totiž na svou ženu nesmírně žárlivý, i když to nedává přímo najevo – žárlí totiž „po francouzsku“ (kuplet Frontina a Damise Monsieur, ce qui se passe ici). A zvláště když Damis na nedávném maškarním plese omylem vyznal paní prezidentové lásku, protože si ji spletl s Lucií. Prezident to sice na místě odbyl jako nedopatření, ale od té doby na svou ženu a Damise žárlí. Prý se domnívá, že se Damis uchází o Lucii jen kvůli jejímu majetku a proto, aby mohl být nablízku paní prezidentové.
Frontin má vlastní zájmy: je zamilován do komorné Fanchetty, sirotka, jenže zahradník Thibaut, který ji vychoval, se o ni uchází také a velmi žárlí – a to na rozdíl od pána otevřeně. Jak Thibaut, tak Fanchette byli navíc prezidentem pověřeni, aby mu na prezidentovou donášeli. V takové situaci je nutné najít lest. Damis předává Frontinovi úplatek a milostný dopis adresovaný Lucii a nechává vše v jeho rukou.
Přichází Fanchette a Frontin s ní laškuje, až se mu podaří vymámit z ní přiznání, že ho má ráda více než Thibauta (duet Parlez, parlez, petite amie). Frontin se vytratí, když se objeví prezident a prezidentová. Prezident má záchvat žárlivosti, ale maskuje ho žoviálností a smíchem; prezidentovou však neobalamutí, jeho otázky a narážky ji rozčilují. Vyhledá je zde Lucie. Nedávno získala značné dědictví po jisté staré dámě, které si nárokuje její rodina, a soudcové došli k závěru, že nejvhodnějším řešením sporu by bylo dědičku provdat za některého ze zbylých příbuzných – starého Argana nebo jeho synovce Damise. Lucie neváhá, miluje Damise a přesvědčuje strýce, aby jejich sňatek zařídil. Ale prezident málo dbá ujišťování Lucie i své ženy a pořád se domnívá, že se Damis chce jen vetřít k jeho choti (tercet Je me trompe pas).
Obě ženy odejdou, kapitulujíce před takovou tvrdohlavostí, a prezident vyzvídá na Thibautovi, co se dělo v jeho nepřítomnosti. Thibautem cloumá žárlivost, protože viděl v okolí slídit Damise a je přesvědčen, že má zálusk na „jeho“ Fanchette. Prezident si ovšem myslí o Damisově tajné přítomnosti své. Fanchette mu pak podává zdlouhavé a zcela nevinné hlášení o tom, co dělala madam v manželově nepřítomnosti. Frontin ohlašuje prezidentovi návštěvu pana Damise; prezident potlačí svou nervozitu a odchází s ním promluvit. Frontin pak lichotí Fanchette a rozdurděný Thibaut se mu v tom snaží bránit, přesto se Frontinovi podaří smluvit si s Fanchette dostaveníčko (tercet Ta Fanchette est charmante).

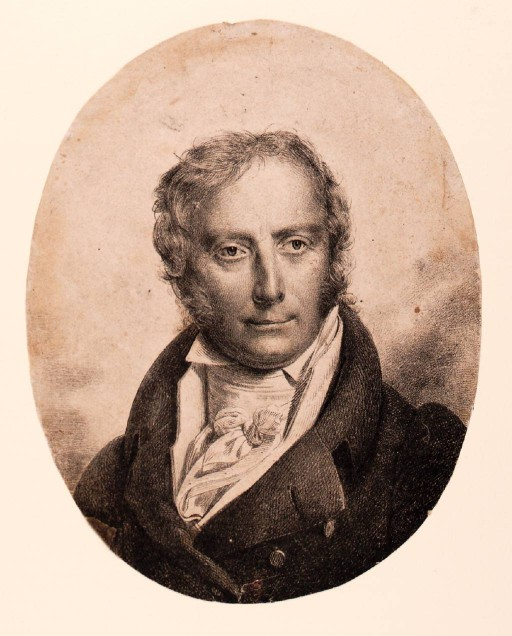
Jean-Baptiste-Sauveur Gavaudan, první představitel Prezidenta ve Dvou žárlivcích, rytina ca 1820

Damis je rozhořčen rozhovorem s prezidentem, který mu oznámil, že dá Lucii Arganovi. Žádá Frontina, aby mu alespoň zařídil schůzku se slečnou Lucií (árie Mon cher Frontin, que de Lucie). Zlobí se, když zjistí, že Frontin jeho milostné psaníčko Lucii ještě neodevzdal, ale komorník s ním má jiné záměry. Nechá ho jako náhodou padnout do rukou prezidentovi a tím ho přesvědčí, že Damisova pozornost skutečně patří Lucii. Frontin pak předává dopis Fanchette, která slibuje, že zařídí, aby se léčka zdařila.
Ze zvědavosti – a protože vidí přicházet prezidenta a Thibauta – Fanchette dopis otevře a nahlas slabikuje jeho obsah. Prezident se chce dopisu zmocnit, ale Thibaut se po Fanchette vrhne dříve a v potyčce dopis roztrhají. Prezident a Thibaut vyslýchají Fanchette o tom, co v dopise stálo, a pak se ho jeden i druhý snaží poskládat zpět. Ale lest byla málo platná – ani z Fanchettina ujišťování, ani z poskládaného dopisu prezident neuvěří, že byl adresován Lucii, a jeho žárlivost ještě vzrůstá. Rozhoduje se rychle odjet do Rouenu a zařídit, aby byl Lucii za manžela přisouzen Argan, čímž by byl Damis definitivně ze hry. Protože se však bojí, že by manželka jeho nepřítomnosti využila k nevěře, dává Thibautovi svůj župan a čepec, aby se zavřel v pavilonu a předstíral, že je prezident.
Fanchette se přiblíží k pavilonu v domnění, že je tam prezident, a vysvětluje svému pánovi, že nemiluje Thibauta, ale Frontina, proto ať ji nenutí ke sňatku (árie Il est vrai que Thibaut mérite). Ale Frontin ví, že prezident odejel, a dovtípí se, kdo je za něj převlečen. Aby Thibauta vyprovokoval k prozrazení, přesvědčí Fanchette k laškování, objetí i polibku – přirozeně jen naoko… (duet Pour commencer, ma chère amie). Thibaut vyběhne a chce se poradit s prezidentem, co má dělat.
Fanchette a Frontin se falešnému prezidentovi smějí, a tak je naleznou prezidentová a Lucie. Obě jsou rozhořčeny, že se prezident jel přimluvit za Argana, a od Frontina zjišťují, že Damis se skrývá v parku. Prezidentová má nápad, jak odnaučit žárlivosti nejen manžela, ale i Lucii, které prezident nasadil brouka do hlavy. Ukryje Lucii a nechává si předvolat Damise. Ten ji žádá o Luciinu ruku a radostně oznamuje, že mu strýc Argan udělil svolení a požehnání v dopise. V té chvíli se vrací prezident s Thibautem. Prezidentová připraví s nic netušícím Damisem scénu: nechá si jím předat onen dopis, upejpavě ho přijímá a přiměje Damise pokleknout a políbit jí ruku se slovy vděčnosti za zprávu, že i on je milován… Dvojznačný dialog vyžene prezidenta z úkrytu a ten by nyní marně zapíral, že na svou ženu zuřivě žárlí. Obsahem dopisu se však vše vysvětlí. Prezident si mlčení o pokořující příhodě musí od přítomných vykoupit svolením k sňatku Damise s Lucií a Frontina s Fanchette. Jen Thibaut vyjde naprázdno. V závěrečném poslání všichni varují před žárlivostí (ansámbl Jeunes amans, unissez-vous).

## Instrumentace
Dvě flétny, dva hoboje, dva klarinety, jeden fagot; dva lesní rohy; čtvery první a čtvery druhé housle, viola, čtyři violoncella a kontrabasy.